# Kazuo Mizutani
Kazuo Mizutani (水谷一生, Mizutani Kazuo), 22 avril 1899 - 25 novembre 1949, est chef d'état-major de Takeshi Mori, commandant de la première division de la garde impériale à la fin de la Seconde Guerre mondiale.
Mizutani se trouve dans son bureau, écoutant les explications de colonel Masataka Ida relativement à un complot visant à empêcher la reddition du Japon lorsque le général Mori est tué par e chef des conspirateurs, le major Kenji Hatanaka. Il se rend ensuite au quartier général de l'armée du district de l'Est en compagnie d'Ida pour rendre compte du meurtre.

## Source de la traduction
- (en) Cet article est partiellement ou en totalité issu de l’article de Wikipédia en anglais intitulé « Kazuo Mizutani » (voir la liste des auteurs).